# سفير (نهر)

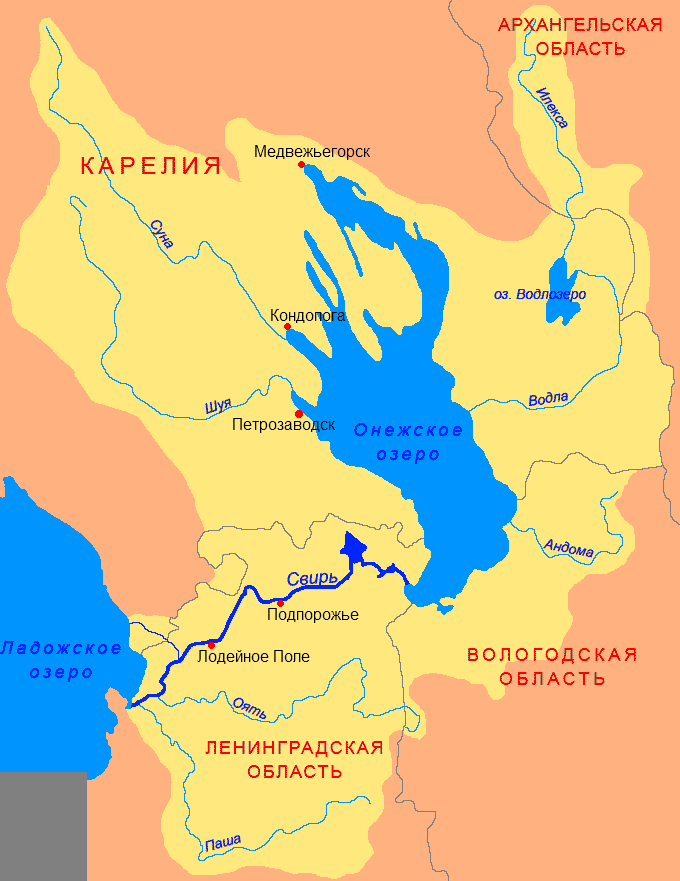
منطقة استجماع المياه لنهر سفير وروافده الرئيسية

سْفير (بالروسية: Свирь)‏ هو نهر يمر من مناطق بودبوروجسكي ولودينوبولسكي وفولكوفسكي في الشمال الشرقي من لينينغراد أوبلاست، روسيا. يتدفق النهر غربًا من بحيرة أونيغا إلى بحيرة لادوغا، وبالتالي يربط أكبر بحيرتين في أوروبا. يعتبر أكبر نهر يتدفق إلى بحيرة لادوجا. يبلغ طوله 224 كيلومتر (139 ميل)، بينما تبلغ مساحة حوض الصرف 84,400 كيلومتر مربع (32,600 ميل2). تقع على ضفاف النهر مدن بودبوروجيي ولودينوي بول، وكذلك المستوطنات الحضرية فوزنيسينيي، نيكولسكي، فازهيني، سفيرستروي.
بعد أن ربط بطرس الأكبر نهر سيفر بنهر نيفا عن طريق قناة لادوجا في القرن الثامن عشر، أصبح النهر جزءًا من نظام مياه مارينسكي، حاليًا الممر المائي فولغا - البلطيق. قناة أونيغا هي ممر جانبي لبحيرة أونيغا من الجنوب، والتي تربط سفير بففيتيغرا. يوجد سدين على النهر بمحطات لتوليد الطاقة الكهرومائية.
نظرًا لأن نهر سفير يتدفق من بحيرة أونيغا، فإن حوض الصرف الخاص به يحتل مساحة شاسعة، يمتد جنوب جمهورية كاريليا، وشمال وشرق لينينغراد أوبلاست، وشمال غرب فولوغدا أوبلاست. ويشمل أيضًا مناطق ثانوية في أرخانجيلسك أوبلاست (حوض إليكسا). 
يتدفق النهر عبر دير الكسندر سفيرسكي، الذي كان يضم سفيرلاغ (أحد أشهر معسكرات الغولاغ). شهدت المنطقة المحيطة بالنهر قتالًا عنيفًا خلال حرب الاستمرار (1941-1944).